# Tercera guerra messènica
La tercera guerra messènica fou la rebel·lió nacional dels ilotes messenis contra la dominació dels espartans.  Els ilotes foren derrotats en una batalla i foren assetjats al puig Ithome com havia passat a la primera guerra messènica.
Esparta va demanar ajut a Atenes que va enviar quatre mil homes sota Cimó II, però com que al mateix temps Efialtes d'Atenes va introduir reformes democràtiques a la constitució atenenca, els espartans es van alarmar i van rebutjar finalment l'ajut atenenc.
La guerra va acabar amb un acord el 458 aC pel qual els assetjats van poder sortir amb la condició de no tornar mai més al Peloponès. La majoria es van establir a Naupactos, sota protecció d'Atenes, ciutat que van arrabassar als locris ozolis.